# Rajd San Marino 1974
Rajd San Marino 1974 (5. Rally di San Marino) – 5 edycja rajdu samochodowego Rajd San Marino rozgrywanego we Włoszech. Rozgrywany był od 27 lutego do 2 marca 1974 roku. Była to trzecia runda Rajdowych Mistrzostw Europy w roku 1974 oraz pierwsza Rajdowych mistrzostw Włoch.

## Klasyfikacja rajdu
| Miejsce                                        | Kierowca                                       | Pilot                                          | Samochód                                       | Czas                                           | Strata                                         |                                                |
| Klasyfikacja generalna, ERC i mistrzostw Włoch | Klasyfikacja generalna, ERC i mistrzostw Włoch | Klasyfikacja generalna, ERC i mistrzostw Włoch | Klasyfikacja generalna, ERC i mistrzostw Włoch | Klasyfikacja generalna, ERC i mistrzostw Włoch | Klasyfikacja generalna, ERC i mistrzostw Włoch | Klasyfikacja generalna, ERC i mistrzostw Włoch |
| ---------------------------------------------- | ---------------------------------------------- | ---------------------------------------------- | ---------------------------------------------- | ---------------------------------------------- | ---------------------------------------------- | ---------------------------------------------- |
| 1.                                             | Giulio Bisulli                                 | Arturo Zanuccoli                               | Fiat 124 Abarth Rallye                         | 6:11:19                                        | 0.0                                            |                                                |
| 2.                                             | Maurizio Verini                                | Gino Macaluso                                  | Fiat 124 Abarth Rallye                         | 6:15:35                                        | +4:16                                          |                                                |
| 3.                                             | Claudio De Eccher                              | Claudio Salvador                               | Porsche 911 Carrera RS                         | 6:26:39                                        | +15:20                                         |                                                |
| 4.                                             | Donatella Tominz                               | Gabriella Mamolo                               | Fiat 124 Abarth Rallye                         | 6:30:04                                        | +18:45                                         |                                                |
| 5.                                             | Leo Pittoni                                    | Volpinari                                      | Fiat 124 ST                                    | 6:40:04                                        | +28:45                                         |                                                |
| 6.                                             | Bruno Ferraris                                 | Daniele Cianci                                 | Lancia Fulvia 1.6 Coupé HF                     | 6:40:52                                        | +29:33                                         |                                                |
| 7.                                             | Giampiero Bagna                                | Emanuele Sanfront                              | Lancia Fulvia HF                               | 6:43:38                                        | +32:19                                         |                                                |
| 8.                                             | "Walter"                                       | "Nino"                                         | Fiat 128 Coupé                                 | 6:52:51                                        | +41:32                                         |                                                |
| 9.                                             | Alberto Brambilla                              | Gianvito Laera                                 | Lancia Fulvia 1.6 Coupé HF                     | 6:58:06                                        | +46:47                                         |                                                |
| 10.                                            | Marino Baldacci                                | Natalino Parma                                 | Simca Rallye 2                                 | 7:00:32                                        | +49:13                                         |                                                |